# Pegboard nerds
Pegboard Nerds (en català Frikis dels taulers) és un duet de disc jockeys i productors de música electrònica, format per Alexander Odden (Noruega) i Michael Parsberg (Dinamarca).
Actualment, les seves cançons són gravades i produïdes per la discogràfica canadenca Monstercat, amb la qual ja ha tret 4 discos. És considerada una de les bandes més exitoses de música electrònica i les seves derivacions, en especial EDM (música electrònica de ball).

## Història
El grup està format per Alexander Odden, nascut a Hamar, Noruega, i Michael Parsberg, de Copenhague, Dinamarca. Abans d'unir-se, ja tenien més de 20 anys de coneixement de la música EDM i del seus subgèneres com el Trance, House, Eurodance, Electro i Techno. Es van unir primer l'any 2005, i van començar a fer remixes d'altres cançons, fins que en 2012 van decidir unir-se oficialment per crear la seva banda amb el nom de “Pegboard Nerds”.
En l'actualitat ja tenen més de 20 remixes i més de 10 produccions. Han fet el remix de cançons de Krewella, Skrillex, J.Viewz, MSD, Jillian Ann, entre d'altres. També han col·laborat amb artistes com Infected Mushroom, Tristam i Splitbreed. Han tocat en directe en nombrosos festivals de música, entre ells Ultra Music Festival, Global Gathering, Sunset Music Festival, Creamfields, Summers END, TomorrowLand, Reading Leeds, Electric Zoo, USC Events i Paradiso Festival com els més destacats.
Els Pegboard Nerds han aconseguit un gran èxit, i en l'actualitat són considerats un dels millors grups de música electrònica, comparat moltes vegades amb artistes reconeguts internacionalmet, com Skrillex, Krewella i KNOW TIME.

## Discografia

### Singles
- 2012: Pegboard Nerds - Det Derfor (Ft. Dice & Joey Moe)
- 2012: Pegboard Nerds - Ingen Anden Drøm (Ft. Morten Breum)
- 2012: Pegboard Nerds - Gunpoint [Monstercat]
- 2012: Pegboard Nerds - Disconnected [Monstercat]
- 2012: Pegboard Nerds - Pressure Cooker [Monstercat]
- 2012: Pegboard Nerds - Rocktronik [Monstercat]
- 2012: Pegboard Nerds - Fire In The Hole [Monstercat]
- 2012: Pegboard Nerds - Self Destruct [Monstercat]
- 2013: Pegboard Nerds & Splitbreed - We Are One [Monstercat]
- 2013: Pegboard Nerds & Tristam - Razor Sharp [Monstercat]
- 2013: Pegboard Nerds & MisterWives - Coffins [Monstercat]
- 2014: Pegboard Nerds - Bassline Kickin [Monstercat]
- 2014: Pegboard Nerds - Hero (Ft. Elizaveta) [Monstercat]
- 2014: Pegboard Nerds - Here It Comes [Monstercat]
- 2014: Pegboard Nerds - New Style [Monstercat]
- 2014: Pegboard Nerds - BADBOI [Monstercat]
- 2014: Pegboard Nerds - Emergency [Monstercat]
- 2015: Pegboard Nerds - Try This [Monstercat]
- 2015: Pegboard Nerds - Swamp Thing [Monstercat]
- 2015: Pegboard Nerds - Just Like That (Ft. Jonnhy Graves) [Monstercat]
- 2015: Pegboard Nerds - Emoji [Monstercat]
- 2015: Pegboard Nerds - Pink Cloud (Ft. Max Collins) [Monstercat]
- 2015: Pegboard Nerds - Luigis Mansion [Monstercat]
- 2016: Pegboard Nerds & Barely Alive - Neutro Fusion [Monstercat]
- 2016: Pegboard Nerds & Virtual Riot - The Good Is Back [Monstercat]
- 2016: Pegboard Nerds & Astronaut - Galaxy [Monstercat]
- 2016: Pegboard Nerds & Tia - Hearbit